# Jozef Malovec
Jozef Malovec (født 24. marts 1933 i Hurbanovo, død 7. oktober 1998 i Bratislava, Slovakiet) var en slovakisk komponist og producer.
Malovec studerede harmonilærer og kontrapunkt privat hos Jan Zimmer. Herefter studerede han komposition på Akademiet for Musik og Drama i Bratislava (1952-1954) hos Alexander Moyzes, hvorefter han studerede videre på Akademiet for Musik og Drama i Prag (1954-1957) hos Jaroslav Řídký og Vladimír Sommer. Malovec har skrevet 3 symfonier, orkesterværker, kammermusik, instrumentalværker, vokalværker, filmmusik etc. Han har skrevet i alle genre indenfor den klassiske musik. Han arbejdede som producerende rådgiver på Slovakisk Radio (1957-1981).

## Udvalgte værker
- Kammersymfoni (1980) - for orkester
- Symfoni nr. 1 (1988) - for orkester
- Symfoni nr. 2 (1989) - for orkester